# 卡拉特
卡拉特位于阿富汗南部，是扎布尔省的首府。當地59%的土地都是荒地。
卡爾吉王朝的創始人就來自於此。2021年8月13日，塔利班控制卡拉特，成为2021年塔利班攻势期間第17个被占领的省会城市。